# Maurice Balfourier
Maurice Balfourier, né le 27 avril 1852 à Paris et mort le 24 juin 1933 dans la même ville, est un général de division français pendant la Première Guerre mondiale.

## Biographie
Admis à l'École spéciale militaire de Saint-Cyr en 1870, 55e promotion dite de la Revanche, il devint général de brigade le 19 juin 1908, puis fut promu général de division le 22 juin 1912.

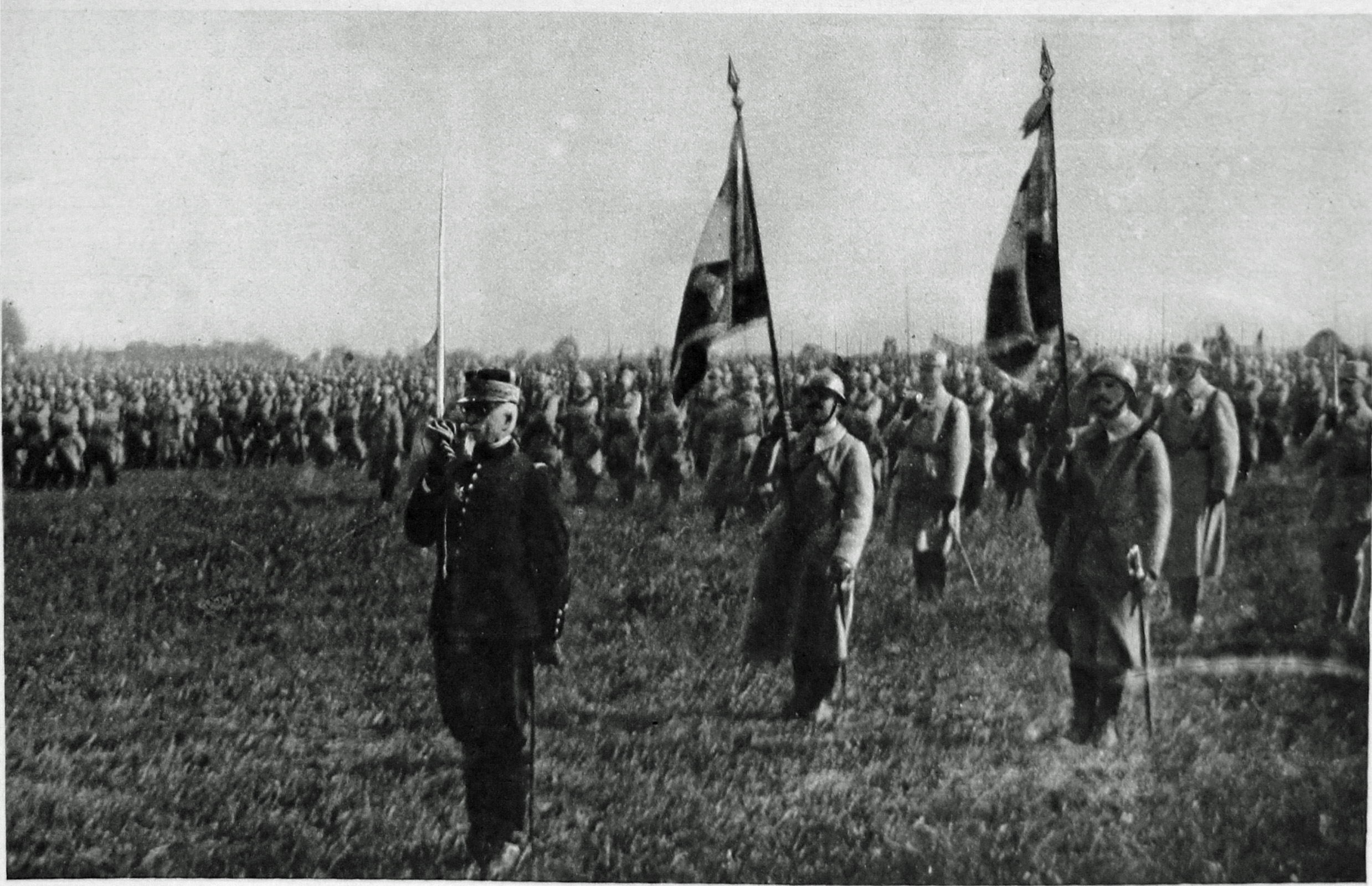
Chef du XXe corps, décoré par Philippe Pétain.

Il fut chef de la 11e division du 1er novembre 1913 au 29 août 1914, puis à la tête du 20e Corps dit le « Corps de fer », du 29 août 1914 au 17 septembre 1916, et enfin chef du 36e Corps. Durant la Première Guerre mondiale, il s'est distingué devant Nancy et à la bataille de Verdun.
Il est fait grand officier de la Légion d'honneur en avril 1916 puis grand croix en juillet 1931. Décoré entre autres de la croix de guerre 1914-1918 et fait grand officier de l'ordre de Léopold.
Une avenue de Paris fut nommée en son honneur dans le 16e arrondissement, l'avenue du Général-Balfourier.

### Grades

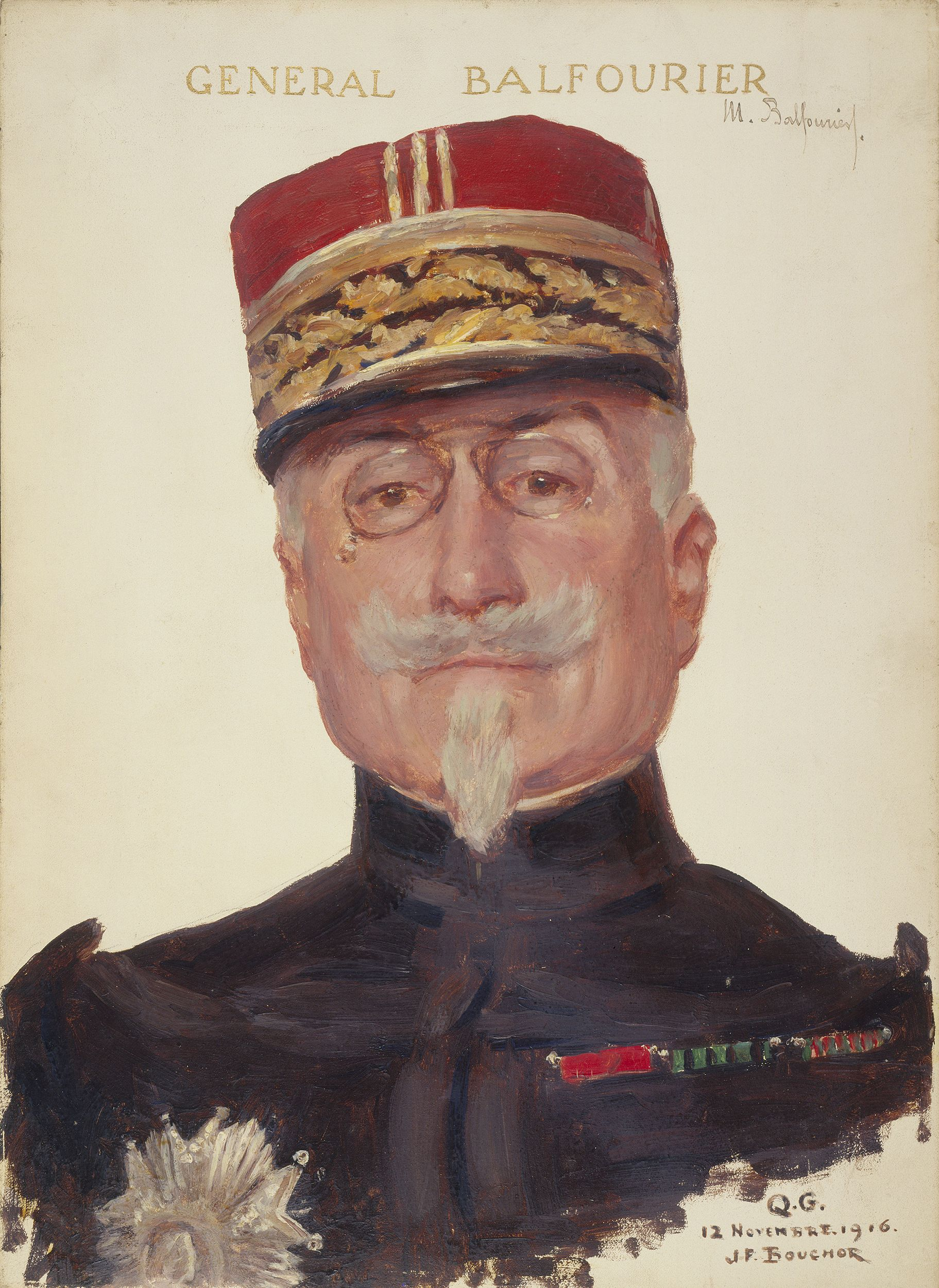
Son portrait au musée Carnavalet par Joseph-Félix Bouchor.

- 27/01/1871 : Sous-lieutenant
- 03/12/1876 : Lieutenant
- 20/12/1882 : Capitaine
- 09/07/1893 : Chef de bataillon
- 03/04/1899 : Lieutenant-Colonel
- 30/12/1903 : Colonel
- 19/06/1908 : général de brigade
- 22/06/1912 : général de division

### Postes
- 27/01/1871 : Sous-lieutenant au 51e régiment d'infanterie
- 01/09/1871 : Sous-lieutenant-élève à l'École spéciale militaire de Saint-Cyr
- 18/10/1872 : Sous-lieutenant au 125e régiment d'infanterie
- 01/12/1878 : École supérieure de guerre
- 20/12/1882 : Capitaine au 66e régiment d'infanterie
- 21/12/1883 : État-major de la 36e division d'infanterie
- 28/02/1885 : État-major de la 11e division d'infanterie
- 25/12/1887 : Capitaine au 101e régiment d'infanterie
- 15/04/1890 : Capitaine au 39e régiment d'infanterie
- 07/07/1890 : État-major de l'Armée (1er bureau)
- 09/07/1893 : Chef de bataillon au 131e régiment d'infanterie
- 09/12/1896 : État-major de l'Armée (4e bureau)
- 03/04/1899 : Lieutenant-Colonel au 69e régiment d'infanterie
- 25/04/1899 : Lieutenant-Colonel au 19e régiment d'infanterie
- 28/06/1899 : Lieutenant-Colonel au 120e régiment d'infanterie
- 30/12/1903 : Colonel à l'État-major de l'Armée
- 30/03/1904 : Colonel au 130e régiment d'infanterie
- 25/04/1906 : chef d'état-major de la place de Paris.
- 15/07/1908 : commandant de la 21e brigade d'infanterie et de la subdivision de région de Nancy
- 21/10/1911 : commandant supérieur de la défense des places du groupe de Toul et gouverneur de Toul et commandant des subdivisions de région de Toul, de Troyes et de Neufchâteau
- 31/01/1912 : commandant de la 9e division d'infanterie et des subdivisions de région d'Auxerre, de Montargis, de Blois et d'Orléans
- 01/11/1913 : commandant de la 11e division d'infanterie et la subdivision de région de Nancy
- 29/08/1914 : commandant du 20e Corps d'Armée corps de fer
- 17/09/1916 : commandant du 36e Corps d'Armée
- 04/03/1917 : en disponibilité
- 12/04/1917 : placé dans la section de réserve

### Autres fonctions
De 1918 à 1933, Maurice Balfourier est le président de l’Association Valentin Haüy au service des aveugles et des malvoyants.

## Décorations

### Décorations françaises
- Grand-croix de la Légion d'honneur (décret du 10 juillet 1931)
  -  Grand officier de la Légion d'honneur (décret du 27 avril 1916)
  -  Commandeur de la Légion d'honneur (décret du 10 avril 1915)
  -  Officier de la Légion d'honneur (décret du 11 juillet 1909)
  -  Chevalier de la Légion d'honneur (décret du 11 juillet 1896)
- Croix de Guerre 1914-1918 (2 palmes)
- Médaille interalliée 1914-1918
- Médaille commémorative de la guerre 1870-1871
- Médaille commémorative de la guerre 1914-1918

### Décorations étrangères
- Grand Officier de l'Ordre de Léopold ( Belgique)
- Croix de Guerre 1914-1918 ( Belgique)
- Commandeur du Nicham Iftikhar ( France /  Tunisie)
- Compagnon de l'Ordre de Saint-Michel et Saint-Georges ( Royaume-Uni)